# 小行星7699
小行星7699（7699 Božek）是一颗绕太阳运转的小行星，为主小行星带小行星。该小行星于1989年2月2日发现。

## 轨道参数
小行星7699的轨道半长轴为2.3925618 AU，离心率为0.166。